# Slobodanka Čolović
Slobodanka Čolović (* 10. Januar 1965 in Čepin) ist eine ehemalige jugoslawische Mittelstreckenläuferin, die ihre größten Erfolge im 800-Meter-Lauf hatte.

## Leben
1983 gewann sie Silber bei den Mittelmeerspielen und 1986 Bronze bei den Leichtathletik-Halleneuropameisterschaften in Madrid.
1987 wurde sie Sechste bei den Halleneuropameisterschaften in Liévin und Vierte bei den Hallenweltmeisterschaften in Indianapolis. Im Sommer gewann sie Gold bei den Mittelmeerspielen sowie bei der Universiade und wurde Achte bei den Weltmeisterschaften in Rom.
Im Jahr darauf wurde sie jeweils Vierte bei den Halleneuropameisterschaften in Budapest und bei den Olympischen Spielen in Seoul.
Zweimal wurde sie Jugoslawische Meisterin über 400 m (1986, 1988) und achtmal über 800 m (1982–1986, 1988–1990).

## Persönliche Bestzeiten
- 400 m: 52,32 s, 3. September 1988, Sarajevo
- 800 m: 1:56,51 min, 17. Juni 1987, Belgrad (kroatischer Rekord)
  - Halle: 1:59,83 min, 8. Februar 1987, Budapest (kroatischer Rekord)
- 1500 m: 4:09,14 min, 21. Juli 1987, Celje (kroatischer Rekord)
- 3000 m: 9:19,70 min, 20. Mai 1989, Belgrad (ehemaliger kroatischer Rekord)